# オーガスタ (植物)
オーガスタ (ストレリチア　ニコライ、ルリゴクラクチョウカ、学名：Strelitzia nicolai)は、ゴクラクチョウカ科（Strelitziaceae）・ゴクラクチョウカ属（Strelitzia）の常緑性の植物。オーガスタというのは日本国内における流通名である（本来のS. augustaはS. albaのシノニムであり日本で流通しているオーガスタ（S. nicolai）とは別種である）。英語名称は、giant white bird of paradise もしくは wild banana など。

## 特徴
大型になる常緑性の多年草で、バナナのそれに似ている葉は、長さが60cm以上、幅が30cm以上になる。熱帯植物らしいエキゾチックな姿で観葉植物としても栽培されている。野生では、茎が成長し、高さが10m以上になることもある。この時の姿はタビビトノキ（Ravenala madagascariensis）に似た姿となる。